# 브릿지 빌더
브릿지 빌더(영어: Bridge Builder)는 크로닉 로직이 개발하고 판매한 컴퓨터 게임 시리즈이다. 브릿지 빌더는 시리즈의 첫째 판이며 이후로 폰티펙스, 폰티펙스 2[후에 브릿지 컨스트럭션 세트(Bridge Construction Set)로 명칭 변경)], 브릿지 잇이 나왔다. 게임의 취지는 제한된 예산과 쓸 수 있는 재료를 사용해서 기차가 안전하게 다리를 지나가게 하는 것이다. 더 이상 지원되지 않는 브릿지 빌더는 프리웨어이며 2차원 게임인데 후속작들은 3차원이며 그것들은 데모웨어이다. 풀버전은 크로닉 로직의 온라인 판매점에서 판다.

## 스토리
각 레벨은 땅이나 깊은 틈, 기차의 시작점과 도착점을 보여주는 기본적인 트랙과 같은 일정한 2차원적 구역으로 이루어져 있다. 깊은 틈과 그 주변에 있는 다수의 연결점들은 플레이어가 다리의 기반을 둘 수 있게 해준다. 플레이어의 기차가 허용된 예산 하에서 성공적으로 다리를 건너게 되면 다음 레벨로 넘어갈 수 있게 된다. 나중에는 두 개의 연속되는 기찻길 분기점 사이에서 밑으로 통과해야 하는 보트와 같은 방해물을 추가했다.
비록 브릿지 빌더에서는 플레이어가 철재로만 다리를 만들 수 있지만 후에 나온 확장판에서는 다양한 재료를 사용해서 다리를 만들 수 있었다. 다양한 강도의 강철은 물론이고 케이블이나 배가 다리 밑으로 지나갈 수 있는 것과 같은 용도로 쓰기 위해 유압식 재료를 가감해서 쓰기도 한다. 모든 게임에서 플레이어는 제품의 최대 사용량을 결정짓는 예산에 신경쓰지 않을 수 없다.
통과하지 못함으로 인해 가해지는 벌칙은 없다. 플레이어는 성공적인 디자인을 찾기 전까지 다양하게 설계해보고 테스트 해볼 수 있다. 형편없이 지어진 다리는 그 자체의 하중을 견디지 못하고 테스트가 시작되자마자 붕괴될 수 있다. 다리를 검사하는 동안에 각 구역에 가해지는 인장 응력과 압축 응력을 색의 변화를 통해 볼 수 있다. 만약 강도가 너무 심해지면 그 부분은 파손되며 붕괴되며 다리의 모든 부분으로 상태를 악화시킬 수 있다.

## 평판
폰티펙스 2는 2003년에 인디 게임 페스티벌에서 관객상을 수상했다. 원판 브리지 빌더의 유연성을 칭찬한 1UP.com은 '순전히 해결책의 다양성이 기대 이상의 즐거움을 불러일으켰으며 브릿지 빌더는 빠른 시간에 게임이 아닌 장난감이 되었다.'라고 언급했다. 아르마딜로 런의 창시자인 피터 스톡은 브릿지 빌더이 그의 게임에 영감을 불어주었다고 말했다. 또한 크로닉 로직도 누가 최고의 다리를 만들 수 있는지 알아내기 위해 다양한 대회를 후원했다. 월드 오브 구의 첫번째 에피소드는 브릿지 빌더 송가라고 불리는 특징을 갖고 있다.
2006년에 제작자인 알렉스 오스틴은 브릿지 빌더의 업데이트 버전인 브릿지 빌딩 게임을 내놓았다. 이 게임에는 레벨과 옵션이 추가되었다.

## 추가품
브릿지 빌더는 15개의 레벨로 이루어져있으며 팬들이 만든 수백개의 다양한 레벨의 맵을 다운로드해서 체험할 수 있다. 크로닉 로직이 후원하는 대회는 몇 달마다 열리며 우승자는 크로닉 로직 게임의 자유이용권을 얻게 된다.

## 추가 문헌
- Josiah Pisciotta와의 인터뷰 Bridge It.
- Chronic Logic과의 인터뷰 - GameDev.
- Pontifex의 리뷰 보관됨 2009-07-06 - 웨이백 머신 - Firingsquad.com
- Chronic Logic과의 인터뷰 - InsideMacGames
- Chronic Logic와의 인터뷰 - GamersInfo.net
- Bridge Construction Set에 대한 리뷰 - GamersInfo.net